# Hrabstwo Adams (Pensylwania)

Piramida wieku hrabstwa

Hrabstwo Adams (Adams County) – amerykańskie hrabstwo położone w stanie Pensylwania. W roku 2000 liczba mieszkańców wynosiła 91 292. Hrabstwo zostało utworzone 22 stycznia 1800 z części hrabstwa York i nazwane na cześć drugiego prezydenta Stanów Zjednoczonych, Johna Adamsa. Jego stolicą jest Gettysburg.

## Geografia
Powierzchnia całkowita hrabstwa wynosi 1351 km², z czego 1347 km² stanowi powierzchnia lądowa, a 4 km² (0,29%) powierzchnia wodna.

### Hrabstwa sąsiadujące
- Hrabstwo Cumberland (Pensylwania) – od północy
- HrabstwoYork (Pensylwania) – od wschodu
- Hrabstwo Carroll County (Maryland) – od południowego wschodu
- Hrabstwo Frederick (Maryland) – od południowego zachodu
- Hrabstwo Franklin (Pensylwania) – od zachodu

## Demografia
Według spisu ludności z 2000 hrabstwo zamieszkuje 91 292 osób, jest w nim 33 652 gospodarstw domowych i 24 767 rodzin. Gęstość zaludnienia wynosi 68 mieszkańców/km². W hrabstwie jest 35 831 budynków mieszkalnych, przeciętnie 27/km². Hrabstwo zamieszkuje 95,39% białych, 1,21% czarnych, 0,20% ludności indiańskiej, 0,49% Azjatów, 0,02% ludności pochodzącej z wysp Pacyfiku, 1,71% innych i 0,97% ludności mieszanej rasowo. 3,64% stanowi ludność latynoska.
61,10% spośród gospodarstw domowych tworzą mieszkające razem pary małżeńskie, 8,50% z nich prowadzą kobiety samotne, a 26,40% nie stanowi rodzin. W 33,70% gospodarstw domowych jest przynajmniej jedno dziecko poniżej 18. roku życia. 21,30% gospodarstw domowych tworzą osoby mieszkające samotnie, a w 9,20% mieszka osoba samotna powyżej 65. roku życia. Pojedyncze gospodarstwo domowe tworzy przeciętnie 2,61 osób, pojedynczą rodzinę 3,02 osób.
Populacja składa się 24,90% osób poniżej 18. roku życia, 9,20% od 18. do 24., 28,90% od 25. do 44. roku życia, 23,00% od 45. do 64. roku życia i 13,90% powyżej 65. roku życia. Przeciętna wieku wynosi 37 lat. Na 100 kobiet przypada 96,30 mężczyzn. Na każde 100 kobiet powyżej 18. roku życia przypada 93,80 mężczyzn.

## Gminy

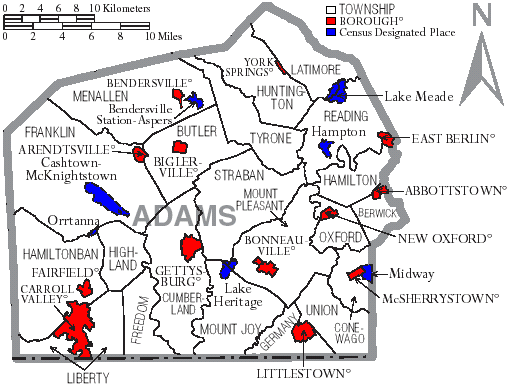
Mapa administracyjna hrabstwa Adams. Boroughs oznaczono kolorem czerwonym, townships białym, nieoficjalne jednostki terenowe niebieskim

Według prawa stanu Pensylwania, istnieją cztery typy gmin: cities (miasta), boroughs (gminy miejskie), townships (gminy hrabstwa) i towns.

### Boroughs
- Abbottstown
- Arendtsville
- Bendersville
- Biglerville
- Bonneauville
- Carroll Valley
- East Berlin
- Fairfield
- Gettysburg
- Littlestown
- McSherrystown
- New Oxford
- York Springs

### Townships
- Berwick Township
- Butler Township
- Conewago Township
- Cumberland Township
- Franklin Township
- Freedom Township
- Germany Township
- Hamilton Township
- Hamiltonban Township
- Highland Township
- Huntington Township
- Latimore Township
- Liberty Township
- Menallen Township
- Mount Joy Township
- Mount Pleasant Township
- Oxford Township
- Reading Township
- Straban Township
- Tyrone Township
- Union Township

### Nieoficjalne jednostki terenowe
Nieoficjalne jednostki terenowe hrabstwa wyznaczone przez United States Census Bureau i brane pod uwagę w sporządzanych przez nie statystykach:
- Bendersville Station-Aspers
- Cashtown-McKnightstown
- Hampton
- Lake Heritage
- Lake Meade
- Midway
- Orrtanna

## Edukacja

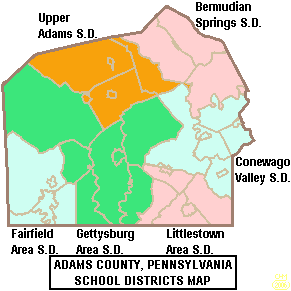
Okręgi szkolne hrabstwa Adams

### Koledże i uniwersytety
- Gettysburg College
- Luterańskie Seminarium Teologiczne w Gettysburgu

### Koledże społeczne, młodzieżowe i techniczne
- Harrisburg Area Community College

### Okręgi szkolne
- Bermudian Springs School District
- Conewago Valley School District
- Fairfield Area School District
- Gettysburg Area School District
- Littlestown Area School District
- Upper Adams School District